# Chlorogomphus yoshihiroi
Chlorogomphus yoshihiroi là loài chuồn chuồn trong họ Chlorogomphidae. Loài này được Karube miêu tả khoa học đầu tiên năm 1994.